# 브로 앤 마블
《브로 앤 마블》는 TVING에서 2023년 7월 21일부터 2023년 8월 25일까지 SBS에서 2024년 1월 24일부터 2024년 3월 13일까지 방영중인 텔레비전 예능 프로그램이다.

## 진행자
- 이승기

## 출연진
갓브로
- 유연석
- 규현

지브로
- 지석진
- 이동휘
- 조세호

시브로
- 조슈아
- 호시